# Belgische wetgevende verkiezingen 1839
Wetgevende verkiezingen vonden plaats in België op dinsdag 11 juni 1839 voor de gedeeltelijke vernieuwing van de Kamer van volksvertegenwoordigers en de Senaat. Er werden in totaal 47 van de 98 volksvertegenwoordigers verkozen in de provincies Oost-Vlaanderen, Henegouwen, Luik en Limburg en 24 van de 49 senatoren in de provincies Antwerpen, Brabant, West-Vlaanderen en Namen.
De provincie Limburg had vanaf nu 4 zetels minder door het afscheiden van een deel van de provincie naar Nederland (door het Verdrag van Londen). De Kamer verkleinde van 102 naar 98 zetels.

## Kiessysteem
Het kiesstelsel in België was vastgelegd in de Grondwet van 1831 en in de Kieswet van 3 maart 1831. Het systeem had volgende kenmerken:
- Een meerderheidsstelsel, waarbij een kandidaat een absolute meerderheid van stemmen (al dan niet in een tweede stemronde) nodig had om verkozen te worden.
- Een districtenstelsel, waarbij elk arrondissement een of meer volksvertegenwoordigers en senatoren verkoos.
- Een termijn van vier jaar voor volksvertegenwoordigers en acht jaar voor senatoren, waarbij de leden van twee reeksen van provincies alternerend werden vernieuwd.
- Het cijnskiesrecht, waarmee iedere Belgische man die ouder dan 25 jaar was en een bepaalde hoeveelheid cijns betaalde, stemrecht kreeg. Hierdoor was er een beperkt kiezerskorps. Elke kiezer kon een stem uitbrengen per kandidaat, voor zover er leden te verkiezen waren.
- Een stemming in de hoofdplaats van het arrondissement, waarbij alle kiezers van het arrondissement (het kiescollege) zich naar hetzelfde stemlokaal diende te verplaatsen, eventueel verdeeld in stembureaus.

## Kamer

### Gent
De zittende volksvertegenwoordigers Joseph-Olivier Andries en Franz Vergauwen kwamen niet meer op. De volgende zes werden verkozen voor het arrondissement Gent:
- Josse Delehaye (verkozen); Delehaye was populair nadat minister van Justitie Nothomb hem vroeg zijn kandidatuur in te trekken en hem afzette als procureur des Konings wegens kritische uitingen over de regering terwijl hij die magistraatfunctie bekleedde.
- François Hye-Hoys (herverkozen)
- Ferdinand Manilius (herverkozen in ballotage)
- Henri Kervyn (herverkozen)
- Léandre Desmaisières, minister van Financiën (verkozen)
- Joseph de Potter-Soenens (verkozen)

Onder de niet-verkozen kandidaten was Jules de Saint-Genois.

## Verkozenen
- Kamer van volksvertegenwoordigers (samenstelling 1837-1841)
- Samenstelling Belgische Senaat 1839-1843